# Lorraine-Dietrich B3-6

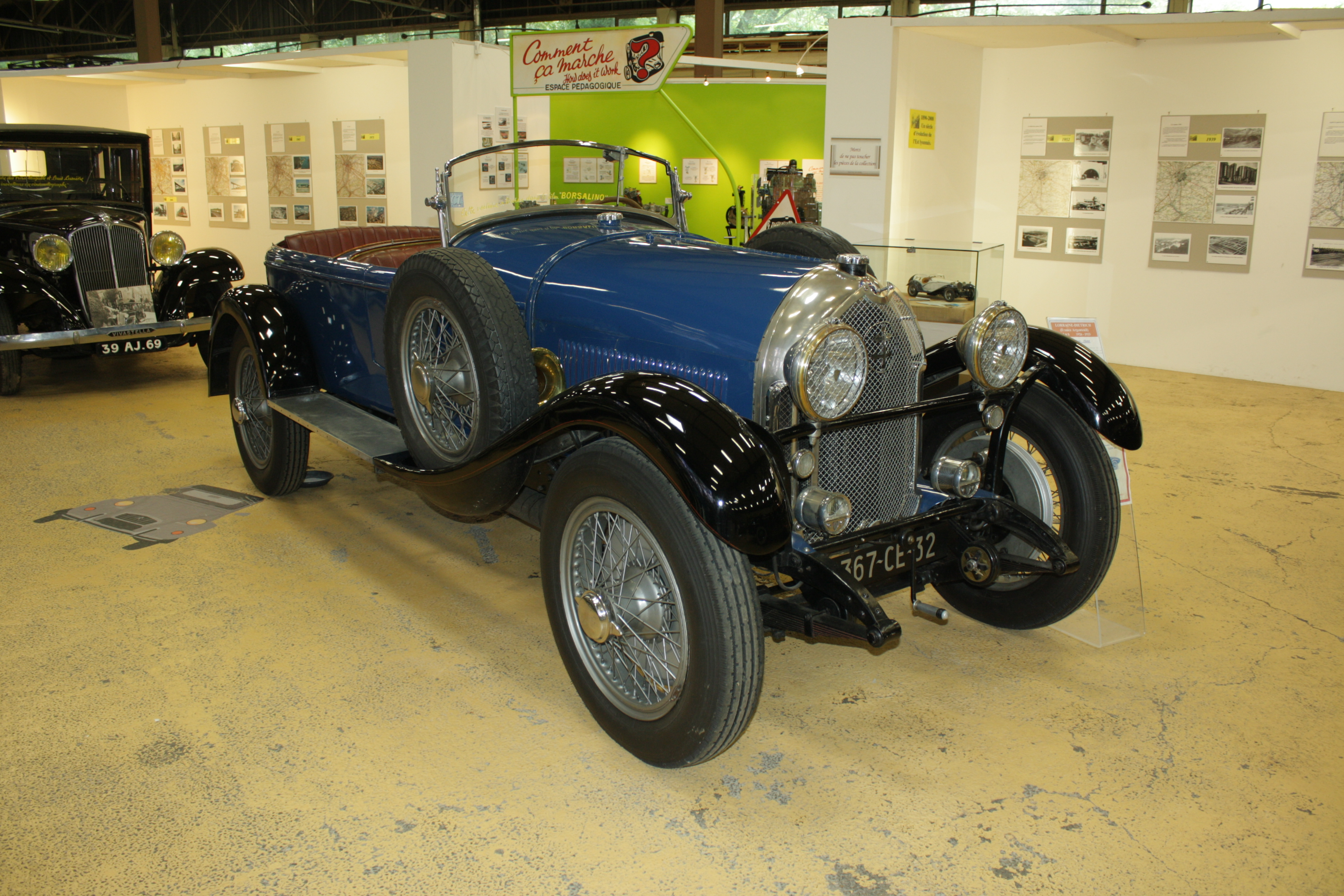
La Lorraine-Dietrich B3-6 dite "Borsalino", utilisée pour l'affiche du film homonyme.

La Lorraine-Dietrich B3-6, surnommée Silken Six, est une voiture de Sport Grand Tourisme à moteur atmosphérique 6 cylindres en ligne, créée en 1926 par la firme Lorraine-Dietrich.

## Histoire
L'ingénieur Marius Barbarou est à l'origine de sa motorisation, et Henri Perrot du système de freinage du véhicule, la carrosserie étant du ressort de l'entreprise française DeCorvaia et Cie.
Elle fut élaborée et développée au département Compétition du constructeur, à Lunéville (alors que l'usine d'Argenteuil produisait en série les voitures de tourisme de ce modèle).
Elle a participé à 10 éditions des 24 Heures du Mans, de 1923 à 1926 officiellement, puis en 1931 et de 1933 à 1935 avec des équipages français privés. L'italien Giuseppe Maria Favero lui a également fait disputer les Mille Miglia, en 1928 et 1929.

## Palmarès

### Victoires
- 24 Heures du Mans 1925 (3e édition, équipage Gérard de Courcelles/André Rossignol, troisièmes « Stalter »/Édouard Brisson, et victoire de catégorie 5L.);
- 24 Heures du Mans 1926 (équipage Robert Bloch/André Rossignol<(le premier à franchir le cap de 100 km/h de moyenne pendant 24 heures)>, deuxièmes Gérard de Courcelles -meilleur tour en course-/Marcel Mongin, troisièmes « Stalter »/Édouard Brisson, et victoire de catégorie 5L.);

### Résultats notables
- 2e et 3e des 24 Heures du Mans 1924 (Henri Stoffel/Édouard Brisson et Gérard de Courcelles/André Rossignol) et victoire de catégorie 5L.);
- 2e des 24 Heures de Spa 1925 (Gérard de Courcelles/André Rossignol, cinquièmes « Stalter »/Robert Bloch);
- 3e de la Coupe Georges Boillot 1927 (Édouard Brisson);
- 4e des 24 Heures du Mans 1931 (Henri Trébort propriétaire/Louis Balart, et victoire de catégorie 5L.);
- 8e des 24 Heures du Mans 1923 (Gérard de Courcelles/André Rossignol, 19e « Stalter »/Robert Bloch).